# Prestestranda
Prestestranda è un villaggio della Norvegia, situato nella municipalità di Drangedal, nella contea di Telemark.